# Mario Zatelli
Mario Zatelli (Sétif, 21 dicembre 1912 – Sainte-Maxime, 7 gennaio 2004) è stato un calciatore e allenatore di calcio francese.

## Carriera

### Calciatore

#### Club
Nato in Algeria (allora colonia francese) da genitori italiani, crebbe in Marocco dove esordì nell'ambiente calcistico tra le file dell'US Casablanca. Successivamente si trasferì in Francia, dove giocò gran parte della sua carriera nell'Olympique Marsiglia (giocandovi dal 1935 al 1938 e in seguito dal 1945 al 1948), vincendo due campionati e un'edizione della Coppa di Francia. Militò inoltre, tra il 1938 e il 1944, nel RC Paris, nel Tolosa e nell'ÉF Marseille-Provence.

#### Nazionale
Inserito nella rosa dei convocati ai campionati mondiali del 1938 senza però scendere in campo, Zatelli segnò una sola presenza in nazionale, in occasione di un match contro la Polonia, vinto per 4-0, in cui Zatelli ebbe modo di segnare.

### Allenatore
Ritiratosi dal calcio giocato nel 1948, Zatelli fu assunto come direttore sportivo del Nizza, squadra di cui prese le redini nella stagione 1952-53 al posto dell'allenatore Numa Andoire. Dopo una stagione in cui la squadra si salvò per un punto e perse la finale di Coppa Latina contro il Barcellona, Zatelli allenò fino al 1959 un club dilettantistico di Valence, per poi passare al FC Nancy. Nel 1964 ritornò invece all'Olympique Marsiglia nelle vesti di allenatore: arrivato a campionato inoltrato, salvò la squadra dalla retrocessione per poi riportarla in massima serie l'anno successivo. Zatelli ebbe modo di allenare il club marsigliese in altre due occasioni: tra il 1968 e il 1970 (vincendo una Coppa di Francia nella prima stagione, e abbandonando a causa di un esonero all'inizio della stagione 1970-71) e tra il 1972 e il 1973. In quest'ultima occasione subentrò a campionato iniziato a Lucien Leduc, centrando un double (campionato e coppa nazionale).

## Palmarès

### Calciatore
- Campionato francese: 2

Olympique Marsiglia: 1936-1937, 1947-1948
- Coppa di Francia: 1

Olympique Marsiglia: 1937-1938

### Allenatore
- Campionato francese: 1

Olympique Marsiglia: 1971-1972
- Coppa di Francia: 2

Olympique Marsiglia: 1968-1969, 1971-1972